# شاه‌ماهی‌های گودآبه

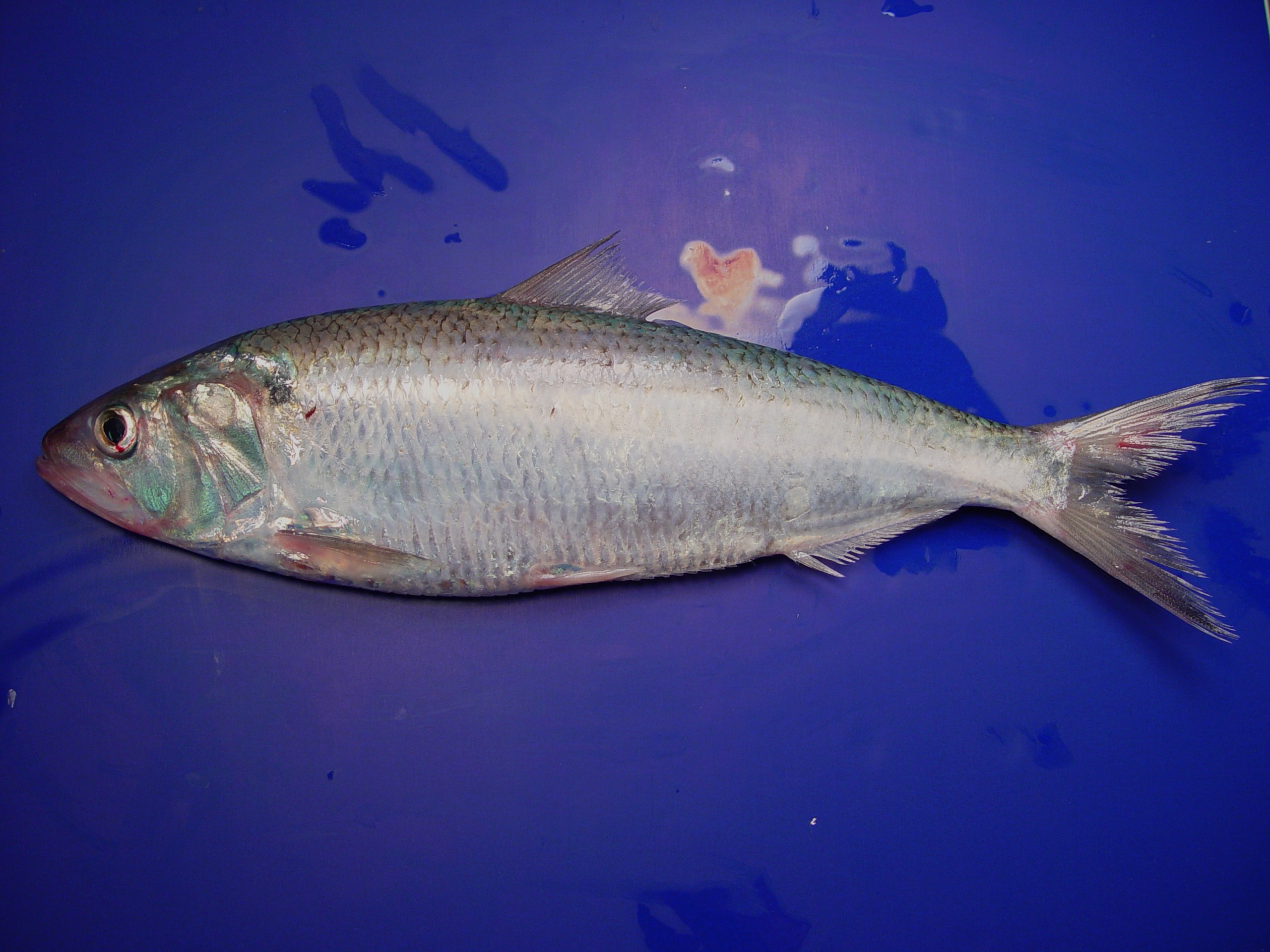
یک شاه ماهی در خلیج مکزیک

شاه‌ماهی‌های گودابه (نام علمی: Alosinae) نام یک زیرخانواده از تیره شگ‌ماهیان است.